# Ferdinand Maria von Baader

Ferdinand Maria von Baader

Ferdinand Maria von Baader (* 10. Februar 1747 in Ingolstadt; † 4. März 1797 in Augsburg) war ein deutscher Mediziner, Philosoph und Naturforscher.
Er war Professor am Lyzeum und Direktor des Naturalienkabinetts in München. Von 1776 an war er ordentliches Mitglied der Bayerischen Akademie der Wissenschaften.
An der Sozietätsbewegung der Aufklärungszeit nahm er regen Anteil. Seit den 1770er Jahren Mitglied der Münchener Freimaurerloge „Theodor zum guten Rat“ und zeitweise dessen Meister vom Stuhl, schloss der Aufklärer sich 1778 den Illuminaten und 1784 den Gold- und Rosenkreuzern an.